# 渡辺直綱
渡辺 直綱（わたなべ なおつな）は、江戸時代前期の紀州藩士。

## 略歴
慶長6年（1601年）、渡辺新左衛門秀綱の二男で惣領として誕生した。父・秀綱は、天正13年（1585年）に徳川家康に仕えて、関ヶ原の戦い等に出陣、慶長19年（1614年）に徳川義直に付属された。弟に父秀綱の家督を継いで後に尾張藩の加判を務めた新左衛門景綱と、同じく尾張藩士の郷右衛門有綱がいる。
直綱は父と共に、尾張藩主・徳川義直に従い大坂の陣に出陣。その後、元和2年（1616年）、駿河国で徳川頼宣に召し出され、知行3000石を賜る。元和3年（1617年）、鉄砲足軽50人を預かる。元和5年（1619年）、主君・頼宣が紀州に転封される。寛永3年（1626年）、さらに10騎、後に紀州隅田組15騎を与力として預かる。寛永11年（1634年）、3000石の加増を受け、知行6000石となる。正保2年（1645年）、従五位下若狭守に叙任される。明暦元年（1656年）、2000石の加増を受け、知行8000石となる。万治元年（1658年）、藩主・頼宣の三男・松平頼純の長男として生まれた松之助（恭綱）を養子とする。
寛文8年（1668年）、死去。享年68。家督は嫡男・令綱が相続した。
貞享5年（1688年）、令綱は、不行跡を理由に2代藩主・徳川光貞に隠居謹慎を命じられる。これは、遺領8000石のうち3000石を恭綱に分知するようにとの直綱の遺言を、令綱が実行しなかったことが光貞の耳に達したためとされる。令綱の家督は、嫡子・新次郎国綱が2000石で相続を許された。